# Thunnus orientalis
Thunnus orientalis är en fiskart som först beskrevs av Temminck och Schlegel, 1844.  Thunnus orientalis ingår i släktet Thunnus och familjen makrillfiskar. IUCN kategoriserar arten globalt som livskraftig. Inga underarter finns listade i Catalogue of Life.